# Darik's Boot and Nuke
Darik's Boot and Nuke, známý též jako DBAN, je svobodný projekt s otevřeným zdrojovým kódem hostovaný na SourceForge. Program je určen k bezpečnému vymazání pevného disku, tak aby data již nebylo možné obnovit. Toho dosáhne přepsáním dat pseudonáhodnými čísly generovanými pomocí generátoru Mersenne Twister nebo ISAAC. Jako volitelné možnosti obsahuje také metody Gutmann, Quick Erase, DoD Short (3 přepsání) a DOD 5220.22-M (7 přepsání). DBAN lze nabootovat z CD, DVD, USB flash disku, nebo bez vyměnitelného média pomocí prostředí Preboot Execution Environment. Je založen na systému Linux a podporuje pevné disky s rozhraním PATA (IDE), SCSI a SATA. DBAN lze nakonfigurovat tak, aby automaticky vymazal každý pevný disk, který vidí v systému nebo celé síti systémů, což je velmi užitečné pro scénáře bezobslužného ničení dat. DBAN běží pouze na platformě x86.
DBAN je stejně jako jiné metody mazání dat vhodné použít před recyklací počítače v osobních nebo komerčních situacích, například při darování nebo prodeji počítače.

## Aktuální stav
V září 2012 oznámila finská společnost Blancco akvizici projektu DBAN.
Nejnovější verze DBANu je 2.3.0; byla vydána 4. června 2015. Od té doby byl vývoj programu DBAN ukončen a jeho oficiální webové stránky nyní používá společnost Blancco k prodeji svého programu Blancco Drive Eraser.

## nwipe
Program dwipe, který DBAN používá, je k dispozici také jako samostatný program pro příkazový řádek s názvem nwipe. Nwipe je chráněn licencí GPLv2 a jeho údržbu má na starost Martijn van Brummelen.